# Flávio Bolsonaro
Flávio Nantes Bolsonaro GOMN •  GORB (Resende, 30 de abril de 1981), é um empresário, advogado e político brasileiro, filiado ao Partido Liberal (PL) e atual senador da República pelo Rio de Janeiro. Possui especializações em Políticas Públicas pelo IUPERJ e em Empreendedorismo pela FGV. É filho do ex-presidente do Brasil Jair Bolsonaro e Rogéria Nantes Nunes Braga.
Deputado estadual pelo estado do Rio de Janeiro desde 2003, foi eleito para seu quarto mandato nas eleições de 2014, com 160 359 votos. No segundo mandato, foi presidente da Comissão Especial de Planejamento Familiar. Em 2018, foi eleito senador pelo Rio de Janeiro, com 4 380 418 votos.

## Carreira

### Deputado estadual
Foi eleito para seu primeiro mandato em 2002. Reelegeu-se deputado estadual em 2006, 2010 e, na sua última candidatura, em 2014, para o mandato 2015–2019. Em abril de 2015, votou a favor da nomeação de Domingos Brazão para o Tribunal de Contas do Estado do Rio de Janeiro, nomeação que foi muito criticada na época.
Votou contra a privatização da CEDAE em 2017.

### Candidatura à Prefeitura do Rio

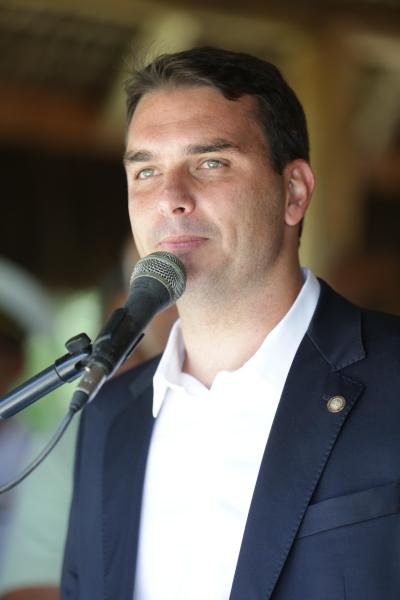
Deputado estadual Flávio Bolsonaro em formatura Grupamento de Intervenção Tática (GIT) da Secretaria de Estado de Administração Penitenciária.

Em 23 de julho, na convenção do PSC no Bangu Atlético Clube, oficializou sua candidatura à prefeitura do Rio de Janeiro. O presidente nacional do partido, Pastor Everaldo, e seu pai, o deputado Jair Bolsonaro participaram do evento partidário. "A nossa candidatura é de protesto contra tudo o que está aí. Governar é eleger prioridades. E o grande ponto de interrogação é o que vai ser o Rio de Janeiro depois das Olimpíadas. Somente uma pessoa independente, de fora desse esquema corrupto da velha política é que vai ter a liberdade de fazer as verdadeiras mudanças", afirmou Flávio Bolsonaro, em discurso.
Nas eleições de 2016, disputou a Prefeitura do Rio e ficou em 4º lugar com 424.307 votos, que representaram 14% dos votos válidos, ficando fora do segundo turno disputado por Crivella (PRB) e Freixo (PSOL), porém à frente de candidatos como os deputados federais Indio da Costa (PSD), Jandira Feghali (PCdoB) e Alessandro Molon (REDE), além de outros quatro candidatos. Apesar da derrota, conseguiu eleger seu irmão, Carlos Bolsonaro, como o vereador mais votado do Rio de Janeiro. No Grupo Bandeirantes de Comunicação realizou o primeiro debate entre os candidatos à prefeitura, a Band confirmou que no dia 25 de agosto abriria o calendário de debates no 1º turno. No segundo bloco do debate da Band, Flávio Bolsonaro passou mal e teve que deixar o debate. Na ocasião, mesmo após um princípio de desmaio e tendo sido acometido por diarreia, recusou ajuda médica da então deputada Jandira Feghali.
Flávio Bolsonaro é conhecido, assim como o pai, por posições polêmicas. Em entrevista de abril de 2011, na qual defendia as posições controversas do pai, Flávio Bolsonaro disse que a resposta do pai no programa CQC valorizava conceitos de "família", valores éticos e morais.
O deputado estadual também defendeu a ditadura militar brasileira em entrevista publicada pelo Estadão em abril de 2011. Segundo ele, "Naquele tempo havia segurança, havia saúde, educação de qualidade, havia respeito. Hoje em dia a pessoa só tem o direito de quê? De votar. E ainda vota mal." Bolsonaro afirmou que não teria havido ditadura no Brasil, pois a época teria sido "um período de transição para a democracia".
Flávio Bolsonaro também é a favor da pena de morte e da diminuição da maioridade penal.

### Tiroteio
No dia 12 de abril de 2016, Flávio Bolsonaro e seu segurança, que também é policial militar, trocaram tiros com dois assaltantes que praticavam roubo em um carro à sua frente na zona oeste do Rio de Janeiro, um dos bandidos ficou ferido e fugiu de moto.
Como outros membros da família Bolsonaro, Flávio se opõe ao que chama de "exploração midiática da aplicação de direitos humanos para o benefício do crime e dos criminosos".

### Senador da República (2019–presente)

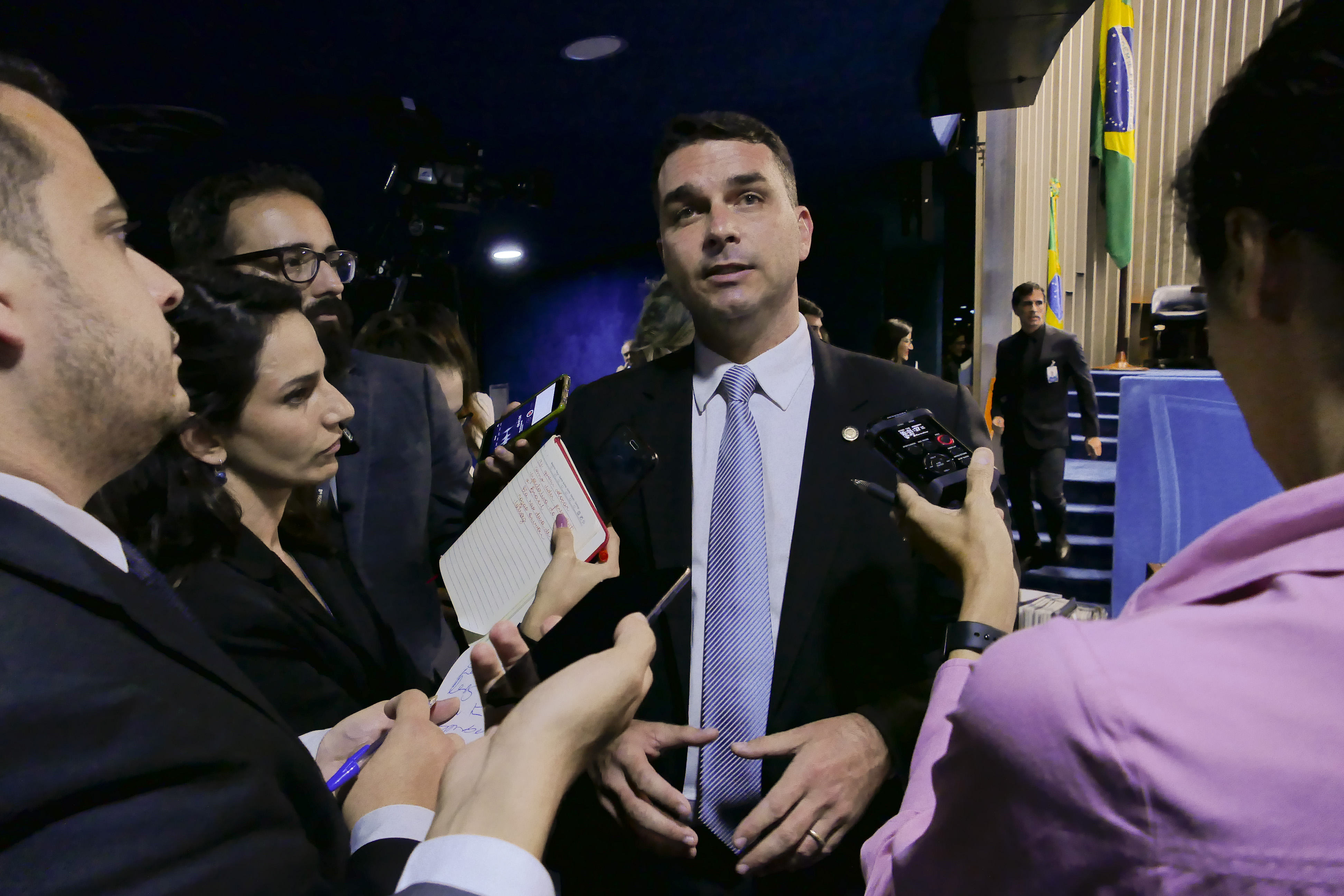
Flávio concede entrevista como senador eleito.

Nas eleições de 2018, Flávio Bolsonaro foi candidato a senador pelo estado do Rio de Janeiro pelo Partido Social Liberal (PSL). A candidatura do então deputado estadual foi anunciada na convenção nacional do PSL, realizada no dia 22 de julho de 2018 em um centro de convenções situado na cidade do Rio de Janeiro. No mesmo evento, foi oficializada a candidatura de Jair Bolsonaro à Presidência da República. No pleito, Flávio obteve 4.380.418 votos (31,36% do total de votos válidos), sendo eleito para a 56.ª legislatura (2019–2023) do Senado Federal do Brasil. No dia 06 de fevereiro de 2019, foi eleito 3º Secretário da Mesa Diretora do Senado Federal.
Em 11 de junho de 2019, o presidente Jair Bolsonaro o condecorou com a medalha da Ordem do Mérito Naval, durante cerimônia alusiva à Batalha Naval do Riachuelo, no Grupamento de Fuzileiros Navais de Brasília, localizado às margens do Lago Paranoá.

## Controvérsias

### Declarações contra homossexuais
O deputado é acusado de homofobia por suas declarações, como, por exemplo, "o normal é ser heterossexual" e "duvido que algum pai tenha orgulho de ter um filho gay". A fala, que reitera a posição de Jair Bolsonaro na televisão, foi repudiada por vários segmentos da sociedade brasileira. Marcelo Tas, apresentador do CQC, afirmou que sente orgulho de sua filha homossexual e criticou as posições dos Bolsonaros. De acordo com entrevista publicada no Jornal do Brasil, o deputado, que nega as acusações de racismo feitas ao pai, endossa a posição do pai em relação aos homossexuais.
Em 2018, foi alvo de uma representação devido a vídeos em que afirmava que um "kit gay" contendo o livro Aparelho Sexual e Cia. havia sido distribuído pelo MEC a escolas, o que foi considerado pelo TSE como "difusão de fato sabidamente inverídico ... com prejuízo ao debate político".

### Caso Queiroz e acusação de peculato
Em dezembro de 2018, veio à tona um relatório do Conselho de Controle de Atividades Financeiras (Coaf) que apontou uma movimentação atípica no valor de R$ 1.236.838 em uma conta no nome de Fabrício José Carlos de Queiroz, policial militar e ex-assessor parlamentar de Flávio Bolsonaro, entre os dias 1º de janeiro de 2016 e 31 de janeiro de 2017. Fabrício Queiroz, que era motorista e segurança de Flávio, havia sido exonerado do gabinete do então deputado estadual no dia 15 de outubro de 2018. De acordo com o banco responsável pela conta, as movimentações financeiras de Queiroz seriam incompatíveis com o patrimônio, a atividade econômica ou ocupação profissional e a capacidade financeira do ex-assessor parlamentar.
O relatório, que foi anexado pelo Ministério Público Federal (MPF) à investigação que deu origem à Operação Furna da Onça, também cita transações bancárias no total de R$ 324.774 em papel-moeda e de R$ 41.930 em cheques compensados na conta de Queiroz. Uma das transações citadas no relatório do Coaf é referente a um cheque de R$ 24 mil destinado a Michelle Bolsonaro, atual esposa do presidente Jair Bolsonaro. Fabrício Queiroz recebia, de acordo com a folha de pagamento da Assembleia Legislativa do Estado do Rio de Janeiro (Alerj) de setembro de 2018, um salário de R$ 8.517 devido ao exercício de cargo em comissão de Assessor Parlamentar III no gabinete de Flávio Bolsonaro, valor este somado aos rendimentos mensais de R$ 12,6 mil da Polícia Militar do Estado do Rio de Janeiro (PMERJ).
O documento também apontou que Fabrício Queiroz recebeu depósitos em espécie e por meio de transferências de oito funcionários que já foram ou estão lotados no gabinete de Flávio Bolsonaro no período entre janeiro de 2016 e janeiro de 2017. Entre estes funcionários, destacam-se: Nathalia Melo de Queiroz, filha de Fabrício Queiroz, que transferiu um total de R$ 86.429,35 (R$ 84.110,04 por meio de depósito e R$ 2.319,31 via transferência) para a conta do pai; e Marcia Oliveira de Aguiar, esposa de Queiroz, que fez repasses em dinheiro no valor de R$ 18.864,00 ao marido. Tais movimentações levantaram a suspeita da existência de uma prática conhecida como "rachid" ou "rachadinha", tanto no gabinete de Flávio quanto no de outros políticos, onde parlamentares ficam com parte dos salários de seus funcionários.
O relatório do Conselho de Controle de Atividades Financeiras (Coaf), que possui 422 páginas, reúne informações a respeito de operações bancárias de 75 funcionários e ex-servidores da Assembleia Legislativa do Estado do Rio de Janeiro (Alerj), incluindo Fabrício Queiroz, citadas em comunicados sobre transações financeiras suspeitas. As operações suspeitas, que envolvem pessoas que trabalham ou trabalharam em 20 gabinetes de deputados estaduais do Rio de Janeiro de diferentes matizes ideológicas, totalizam mais de R$ 207 milhões.
Em entrevista dada ao SBT Brasil no dia 26 de dezembro de 2018, Fabrício Queiroz declarou que conseguia dinheiro por meio da compra e da revenda de carros, que iria dar explicações ao Ministério Público Federal a respeito dos depósitos de funcionários do gabinete de Flávio Bolsonaro em sua conta bancária e que Flávio nada tem a ver com as movimentações bancárias apontadas pelo relatório. Já a chefia de gabinete de Flávio Bolsonaro afirmou que Queiroz trabalhou por mais de dez anos como segurança e motorista do deputado estadual, que o parlamentar não possui conhecimento de qualquer fato que desabone a conduta do ex-assessor parlamentar e que Fabrício Queiroz foi exonerado do gabinete em outubro de 2018 para que pudesse resolver questões relacionadas à passagem para a reserva remunerada como subtenente da Polícia Militar do Estado do Rio de Janeiro (PMERJ). Em nota, o Ministério Público Federal confirmou que incluiu o relatório do Coaf nas investigações feitas pela instituição mas esclareceu que nem todos os nomes citados no documento foram incluídos nas apurações pois nem todas as movimentações atípicas seriam, necessariamente, ilícitas.
Em 17 de janeiro de 2019, Flávio Bolsonaro, utilizado de sua futura prerrogativa do Foro privilegiado, pediu ao STF que as investigações contra seu ex-assessor, Fabrício Queiroz, fossem paralisadas, pedido que foi aceito pelo ministro Luís Fux, utilizado como argumentos que, supostamente, a atual investigação existiria "nulidades" e que ele, por ser um senador eleito, possuiria, logo, o direito do Foro privilegiado.
No dia de 18 de janeiro de 2019, o Jornal Nacional da Rede Globo divulgou que eles receberam, com exclusividade do Coaf, partes de um relatório das investigações envolvendo o caso Queiroz, parte a qual constatou que entre os meses de junho e julho de 2017 houve uma grande movimentação de depósitos suspeitos na conta bancária de Flávio Bolsonaro. No total houve 48 depósitos nestes meses e a quantia das somas destes depósitos é de aproximadamente 96 mil reais. Chamou atenção do Coaf que todos estes depósitos são de R$2.000 reais cada, tendo alguns uma certa cronometragem para entrada destes depósitos e entre outras constatações as quais o Coaf considera atípicas.
Em 27 de setembro de 2019 as investigações ficaram suspensas por conta da decisão do Ministro do STF Gilmar Mendes. A decisão foi revogada após o julgamento do STF, em novembro de 2019, que autorizou o compartilhamento de dados por parte da Receita Federal. O Senador, por sua vez, nega as acusações e também acredita que com o andamento das investigações a verdade será esclarecida.
Em 18 de junho de 2020, Fabrício Queiroz foi preso na casa do advogado Frederick Wassef, que presta serviços à família do presidente Jair Bolsonaro, em Atibaia. A ação foi executada pela Polícia Civil do Estado de São Paulo (PCESP) e pelo Ministério Público de São Paulo devido após os mandado de prisão e de busca e apreensão serem expedidos pelo Tribunal de Justiça do Rio de Janeiro a pedido do Ministério Público do Rio de Janeiro. No dia 19 de outubro de 2020, o Ministério Público do Rio de Janeiro ajuizou a denúncia contra Flávio Bolsonaro, Fabrício Queiroz e outros 15.
Em novembro de 2021, o Superior Tribunal de Justiça anulou as decisões do juiz de primeira instância que quebrou os sigilos bancário e fiscal de Flávio Bolsonaro e outros 102 alvos. No mesmo mês, o Supremo Tribunal Federal anulou quatro dos cinco Relatórios de Inteligência Financeira (RIFs) do Coaf, o Conselho de Controle de Atividades Financeiras, que embasaram a investigação da "rachadinha".
Em maio de 2022 a denúncia foi rejeitada e posteriormente arquivada pelo TJRJ tendo em vista a decisão do STF de anular as provas colhidas pelo MPRJ junto ao COAF.
Em julho de 2024 veio à público, no contexto da Operação Última Milha, uma gravação de 2020 de uma reunião de Jair Bolsonaro, Alexandre Ramagem, Augusto Heleno e advogadas de Flávio. O teor da conversa indica uma tentativa de emparedar as investigações, indicando possíveis motivos para rejeições anteriores de denúncias. Nesse mesmo dia, o próprio Jair Bolsonaro teria afirmado que Flávio seria o "maior culpado" na Operação Furna da Onça.

### Suspeita de corrupção em compra de mansão
Em março de 2021, Flávio Bolsonaro adquiriu uma mansão avaliada em 6 milhões de reais, o que causou polêmica em virtude do valor ter sido considerado incompatível com os rendimentos do senador, ainda que parte tenha sido financiada, somado ao escândalo da rachadinha, gerando a suspeita de mais um caso de corrupção. Ele alega que vendeu outros imóveis, mas tais transações ainda não aparecem em cartórios.

### Auditores da Receita Federal espionados
Em julho de 2024, a Polícia Federal disse que a Agência Brasileira de Informações (Abin) durante o governo de Jair Bolsonaro espionou ilegalmente os auditores da Receita Federal que investigaram Flávio Bolsonaro, acusado do esquema de "rachadinha" no gabinete. Flávio Bolsonaro negou qualquer atuação irregular no caso das rachadinhas e disse que, na época, teve os dados sigilosos acessados de forma criminosa de dentro da Receita Federal.

### Suspeito de instigação de intervenção militar estrangeira
Em julho de 2025, o senador Flávio Bolsonaro comparou as tarifas impostas pelos Estados Unidos ao Brasil, durante o governo de Donald Trump, a uma guerra. Em entrevista à CNN Brasil, afirmou que o país enfrentava um cenário bélico e que, diante disso, seria necessário ceder para evitar consequências mais graves:
“Cabe a nós a responsabilidade de evitar que duas bombas atômicas caiam aqui no Brasil para, só depois, anunciarmos uma anistia.”
A fala gerou ampla repercussão e foi criticada por parlamentares da oposição. O senador Otto Alencar, por exemplo, classificou a declaração como '“absurda e uma rendição inadmissível”', acusando Flávio de utilizar linguagem alarmista e de se submeter aos interesses de uma potência estrangeira.

## Condenações judiciais
Em maio de 2023, Nikolas Ferreira, Carla Zambelli, Eduardo Bolsonaro e Flávio Bolsonaro foram multados, pela divulgação de vídeo descontextualizado sobre Lula durante as eleições de 2022. Segundo a decisão do TSE, os acusados compartilharam informações falsas em suas redes sociais com o intuito de prejudicar a candidatura do ex-presidente Lula. O vídeo, produzido por Ferreira e partilhado pelos parlamentares, associou o slogan “Faz o L” com o incentivo ao uso de drogas por crianças e adolescentes, a associação desses comportamentos à criminalidade e a propostas de censura de redes sociais.
No dia 19 de maio de 2023, Flávio, Mara Gabrilli e Carla Zambelli foram condenados pelo Tribunal Superior Eleitoral (TSE) a pagar R$ 10 mil ao presidente Luiz Inácio Lula da Silva por espalhar a notícia falsa que o petista pagou para não ser relacionado ao assassinato de Celso Daniel.

## Desempenho eleitoral
| Ano  | Eleição                     | Partido | Cargo             | Votos     | %      | Resultado  | Ref    |
| ---- | --------------------------- | ------- | ----------------- | --------- | ------ | ---------- | ------ |
| 2002 | Estaduais no Rio de Janeiro | PPB     | Deputado Estadual | 31.293    | 0,39%  | Eleito     | [ 70 ] |
| 2006 | Estaduais no Rio de Janeiro | PP      | Deputado Estadual | 43.099    | 0,53%  | Eleito     | [ 71 ] |
| 2010 | Estaduais no Rio de Janeiro | PP      | Deputado Estadual | 58.322    | 0,78%  | Eleito     | [ 72 ] |
| 2014 | Estaduais no Rio de Janeiro | PP      | Deputado Estadual | 160.359   | 2,07%  | Eleito     | [ 73 ] |
| 2016 | Municipal do Rio de Janeiro | PSC     | Prefeito          | 424.307   | 14,00% | Não Eleito | [ 74 ] |
| 2018 | Estaduais no Rio de Janeiro | PSL     | Senador           | 4.380.418 | 31,36% | Eleito     | [ 75 ] |